# Lissosculpta longinquua
Lissosculpta longinquua är en stekelart som beskrevs av Heinrich 1938. Lissosculpta longinquua ingår i släktet Lissosculpta och familjen brokparasitsteklar. Inga underarter finns listade i Catalogue of Life.